# Río Castro Laboreiro
El río Castro Laboreiro, o simplemente río Castro o río Laboreiro, es un río del noroeste de la península ibérica que discurre por el norte de Portugal y el sur de Galicia (España). 

## Curso
Nace en la meseta de Castro Laboreiro, en el lado oeste de la sierra de Laboreiro, a unos 3 km al este de Branda de Portos. En su recorrido inicial también se le conoce con el nombre local, Corga do Gafo. Al doblarse hacia el sur, marca el límite entre las sierras de Suazo y Laboreiro. En su tramo final, de unos 14 km, marca la frontera entre Portugal y España, desembocando en el río Limia, cerca de la localidad de Lindoso.
Pertenece a la cuenca del río Lima y a la región hidrográfica Minho e Lima.
Tiene una longitud aproximada de 23,9 km y un área de cuenca de aproximadamente 256,9 km².

## Afluentes
- Corga do Vale das Antas
- Corga da Conda (en su recorrido inicial, corga dos Piornais)[3]
- Corga das Bainhas
- Corga da Galinha
- Corga de Porto d'Águas
- Corga do Carneiro[4]
- Ribeira da Varziela
- Rio do Barreiro[5]
- Ribeiro de Dorna[6]
- Ribeiro de Ossos
- Corga do Malho (no percurso inicial, rio da Armada)[7]
- Río da Peneda